# 联邦政治谈判协商委员会
联邦政治谈判协商委员会（英語：Federal Political Negotiation and Consultative Committee；缩写：FPNCC），是缅甸七个寻求与中央政府谈判的少数民族地方武装所组成的联盟。联邦政治谈判协商委员会是缅甸最大的少数民族地方武装谈判机构，
2017年在中国支持、佤邦牵头下成立。由以佤邦为首，7个自缅甸共产党分裂而出的缅甸北部民族武装及其政党组成，这些民族武装均未签署全国停火协议。该组织主席为鲍有祥，第二主席为恩版腊；秘书长为佤邦联合党副总书记鲍有宇，副秘书长为佤邦人民政府副主席赵国安。官方行文是简体中文。

## 成员
截至2023年3月，FPNCC成员包括：
| 成员                                        | 隶属武装                       |
| ------------------------------------------- | ------------------------------ |
| 佤邦联合党（UWSP）                          | 佤邦联合军 （UWSA）            |
| 克钦独立组织（KIO）                         | 克钦独立军（KIA）              |
| 缅甸民族正义党（MNTJP）                     | 缅甸民族民主同盟军 (MNDAA）    |
| 崩龙邦解放阵线（PSLF）                      | 德昂民族解放军（TNLA）         |
| 缅甸掸邦东部第四特区和平与团结委员会（PSC） | 掸邦东部民族民主同盟军（NDAA） |
| 掸邦进步党（SSPP）                          | 北掸邦军（SSA-N）              |
| 若开民族联盟（ULA）                         | 若开军（AA）                   |